# کیم اسمیت (مدل)
کیم اسمیت (انگلیسی: Kim Smith؛ زادهٔ ۳ مارس ۱۹۸۳) یک هنرپیشه اهل ایالات متحده آمریکا است. 